# Giovanni Rossi Lomanitz
Giovanni Rossi Lomanitz (Bryan, Texas, 10 de outubro de 1921 – Pahoa, Havaí 31 de dezembro de 2002) foi um físico americano.

## Biografia
Ele nasceu em Bryan, Texas e cresceu em Oklahoma. Seu pai era um químico agrícola e batizou seu filho em homenagem ao socialista italiano Giovanni Rossi, que havia fundado uma comuna agrícola no Brasil na década de 1890. Lomanitz se formou no ensino médio aos 14 anos e concluiu seu bacharelado em física pela Universidade de Oklahoma e seu doutorado em física teórica em 1951 pela Universidade Cornell, sob orientação de Richard Feynman.
No início dos anos 1940, Lomanitz iniciou a pós-graduação na Universidade da Califórnia, Berkeley. Enquanto estava lá, ele se tornou um pupilo do físico J. Robert Oppenheimer. Lomanitz trabalhou no Laboratório Nacional Lawrence Berkeley, em um novo método de separação de isótopos por eletromagnetismo. A pesquisa de pós-graduação de Lomanitz foi interrompida quando o Corpo de Contra-Inteligência o recrutou para o Exército, durante a Segunda Guerra Mundial.